# Бос, Каролина
Каролина Бос (нидерл. Caroline Bos; род. 1959, Роттердам) — нидерландский архитектор. Она является соучредителем UNStudio, крупной отмеченной наградами архитектурной фирмы, базирующейся в Амстердаме. Бос пишет, читает лекции на тему архитектуры, а также преподаёт её в различных школах.. Её архитектурные рисунки и проекты демонстрируются в различных музеях, в частности в Музее современного искусства в Нью-Йорке.

## Образование
В 1991 году Бос получила степень бакалавра искусств в области истории искусств в Биркбеке (Лондонском университете), а впоследствии — степень магистра архитектуры в Утрехтском университете в Нидерландах. В Лондоне она познакомилась со своим будущим мужем — Беном ван Беркелем.

## Карьера

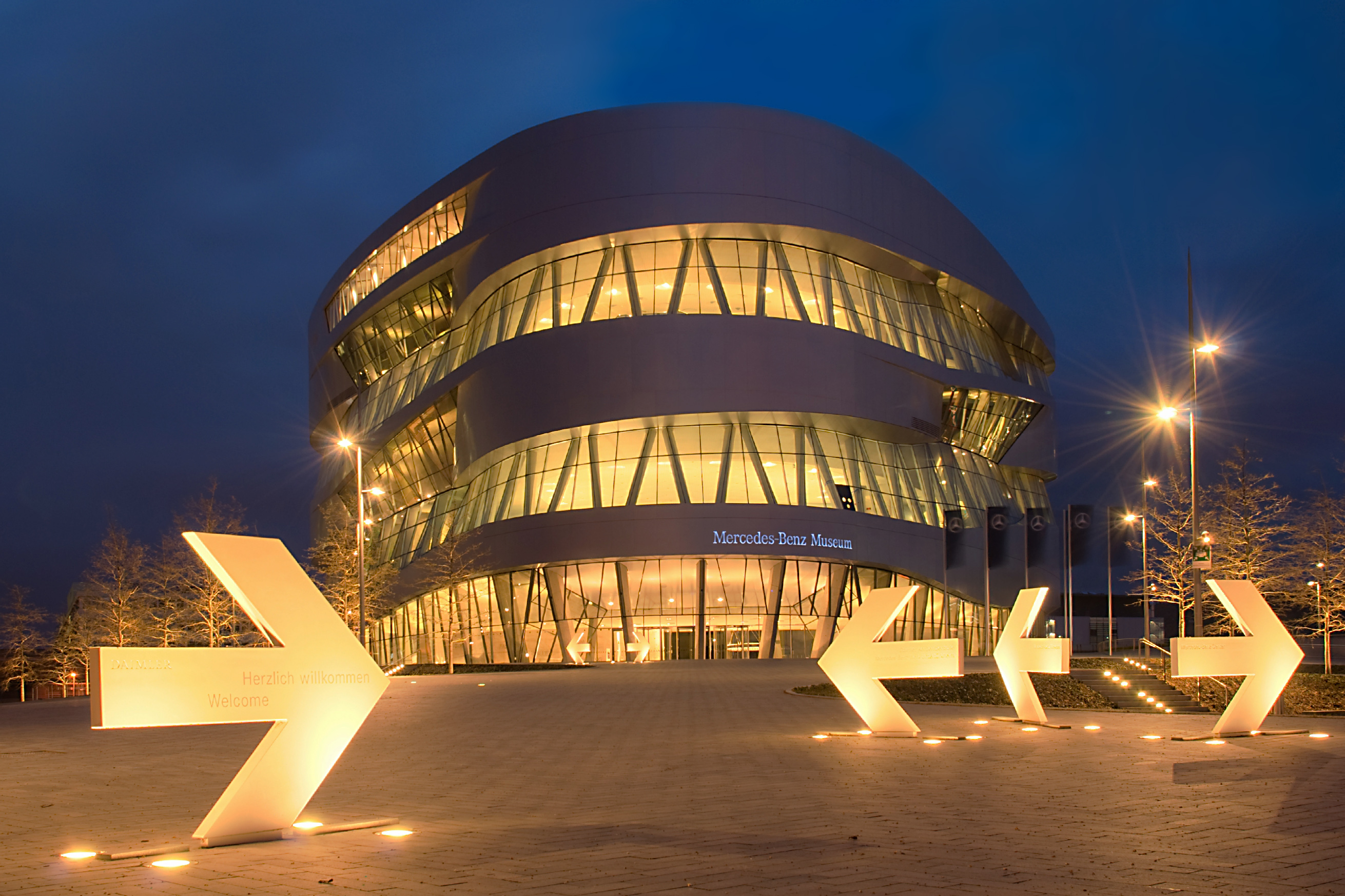
Музей Mercedes-Benz ночью

Первоначально Каролина Бос работала журналистом вместе с мужем в таких изданиях, как «Forum» (в 1985—1986 годах) и «Diagram Works» (в 1988 году). В 188 году же супруги основали в Амстердаме фирму «Berkel & Bos Architecturbureau», разработавшую несколько архитектурных проектов, получивших признание у критиков в Нидерландах.
В 1998 году название фирмы было изменено на «UNStudio». Решение убрать свои собственные имена из наименования компании супруги объяснили тем, что архитектура — это сотрудничество, необходимое для осуществления амбициозных строительных проектов, в основе которого команда экспертов в области архитектуры, градостроительства и инфраструктуры. Этот подход они назвали «глубоким планированием», учитывающем окрестности и прилегающие территории при планировании местоположения нового здания. Каролина Бос была названа «секретным оружием» «UNStudio», потому что она не имела образования дизайнера и обладала своеобразным подходом к архитектуре. Её причисляли к одному из лучших архитекторов в компании.
По состоянию на март 2012 года штат компании насчитывал 153 сотрудника из 17 стран, на счету «UNStudio» числилось 69 завершённых проектов. Каролина была вовлечена в большинство из них, работая с различными проектными командами. К наиболее известным проектам, над которыми работала Бос, относятся мост принца Клауса в Утрехте (Нидерланды) и музей Mercedes-Benz в Штутгарте (Германия).
Бос преподавала в различных институтах, включая Архитектурную академию в Арнеме, Ливерпульский университет, Венский технический университет и Институт Берлаге в Амстердаме. Вместе с Беном ван Беркелем она также выступала в качестве приглашённого лектора в Принстонском университете и соавтора нескольких публикаций «UNStudio». В 2012 году она получила звание почётного профессора Мельбурнского университета.